# Sì, sì... per ora
Sì, sì... per ora (I Will, I Will... for Now) è un film del 1976 diretto da Norman Panama.